# Henry Carlsson
Nils Gustav Henry Carlsson (Falköping, 29 de outubro de 1917 – 28 de maio de 1999) foi um futebolista sueco que atuava como atacante, campeão olímpico. 

## Carreira
Ele atuou por AIK, Stade Français e Atlético de Madrid durante uma carreira em clubes que se estendeu de 1939 a 1953. Internacional completo entre 1941 e 1949, disputou 26 partidas pela seleção sueca. Henry Carlsson fez parte da geração de medalha de ouro sueca de Londres 1948.